# Granada
Granada er en by og kommune i det sydøstlige Spanien. Granada er hovedstad for provinsen Granada. Byen ligger ved foden af Sierra Nevada-bjergkæden i ca. 730 meters højde på det sted, hvor de to floder Darro og Genil mødes. Den har et indbyggertal på 232.717 (2024) indbyggere, hvilket gjorde byen til Spaniens 13. største by. Universitetet i Granada har også stor økonomisk og kulturel betydning. Med sine ca. 60.000 studenter er det et af Spaniens største uddannelsescentre.
Lige uden for Granada ligger Alhambra, et imponerende maurisk bygningskompleks og palads, der siden 1984 har været på UNESCOs liste over verdens kulturarv. Området har sammen med Granadas historiske bydele udgjort et tiltrækningspunkt for såvel muslimer, jøder som kristne, og de righoldige historiske efterladenskaber, som fortsat eksisterer, har gjort Granada til en af Spaniens mest attraktive kulturelle seværdigheder.

## Geografi
Granada ligger ca. 734 meter over havet, hvor floderne Darro og Genil flyder sammen.
Byen, der omfatter et areal på 87,8 km² udviklede sig fra to kerner. Fra højen af det nuværende Albayzín voksede byen på grund af beskyttelse af en mur, som formodentlig forbandt (Coracha) med Alhambra og videre til dalen Darro og videre ud i floden Vega. Den anden kerne, hvorfra byen også udviklede sig, er bydelen Realejo. Her har byen af jødisk oprindelse, Ġarnāṭa al-Yahūd, formodentlig ligget.

## Galleri
- Granada
- Alhambra